# 进行性多灶性白质脑病
进行性多灶性白质脑病（英語：Progressive multifocal leukoencephalopathy，PML），或称进行性多灶性脑白质炎，是一种以进行性脑损伤和多灶性脑白质炎症为特点的一种罕见并往往致命的病毒性疾病。本病几乎发生于严重的免疫缺陷患者，例如接受免疫抑制药物的器官移植患者，接受特定化疗药物的患者，接受那他珠单抗（一种单克隆抗体，用于治疗多发性硬化）的患者，长期使用依法利珠单抗治疗银屑病的患者，使用brentuximab（Raptiva）治疗霍奇金淋巴瘤的患者，以及艾滋病患者。
进行性多灶性白质脑病是由JC病毒感染所导致。在免疫力正常的人群中JC病毒感染能够被免疫系统所控制，而免疫缺陷病人往往不能抵抗JC病毒的侵袭。

## 病因

### JC病毒感染
进行性多灶性白质脑病的病因是一种称为JC病毒(JCV)的多瘤病毒。最近的出版物表明，39%至58%的一般人群对JC病毒抗体呈血清阳性，表明当前或以前感染过该病毒。其他出版物将这一百分比定为总人口的70%至90%。JC病毒在大约三分之一的成年人口中导致持续的无症状感染，只有当免疫系统被严重削弱时，病毒才会引起疾病。

### 免疫抑制
PML 最常见于 HIV-1 感染者；在有效的抗逆转录病毒疗法出现之前，多达 5% 的艾滋病患者最终发展为进行性多灶性白质脑病。尚不清楚为什么艾滋病患者比其他免疫抑制疾病更频繁地发生进行性多灶性白质脑病；一些研究表明，HIV 对脑组织或JC病毒本身的影响使JC病毒更有可能在大脑中变得活跃并增加其破坏性的炎症作用。

### 与多发性硬化治疗
那他珠单抗（Natalizumab）于2004年被FDA批准用于治疗多发性硬化。在与三起进行性多灶性白质脑病案件有关后，其制造商随后将其撤出市场，这三个初始病例都服用那他珠单抗和干扰素β-1a。经过安全审查，该药物于 2006 年作为多发性硬化单一疗法在特殊处方计划下重新上市，而截至2011年5月，已在多发性硬化患者中报告了130多例PML，所有患者均服用那他珠单抗超过一年。大约 20% 的患有PML的多发性硬化患者死亡，其余的大多数幸存者都留有残疾。FDA 没有将该药物从市场上撤出，因为收益大于风险。

## 治疗
治疗旨在逆转免疫缺陷以减缓或阻止疾病进展。对于免疫抑制患者，这意味着停止药物或使用血浆置换来加速去除使患者处于进行性多灶性白质脑病风险中的生物制剂。

## 预后
该病预后不佳，根据患者本身潜在疾病的严重程度，三分之一到二分之一的进行性多灶性白质脑病患者在诊断后的头几个月内死亡。幸存者可能会出现不同程度的神经功能障碍。

## 相关
- 多发性硬化